# Gukhoi

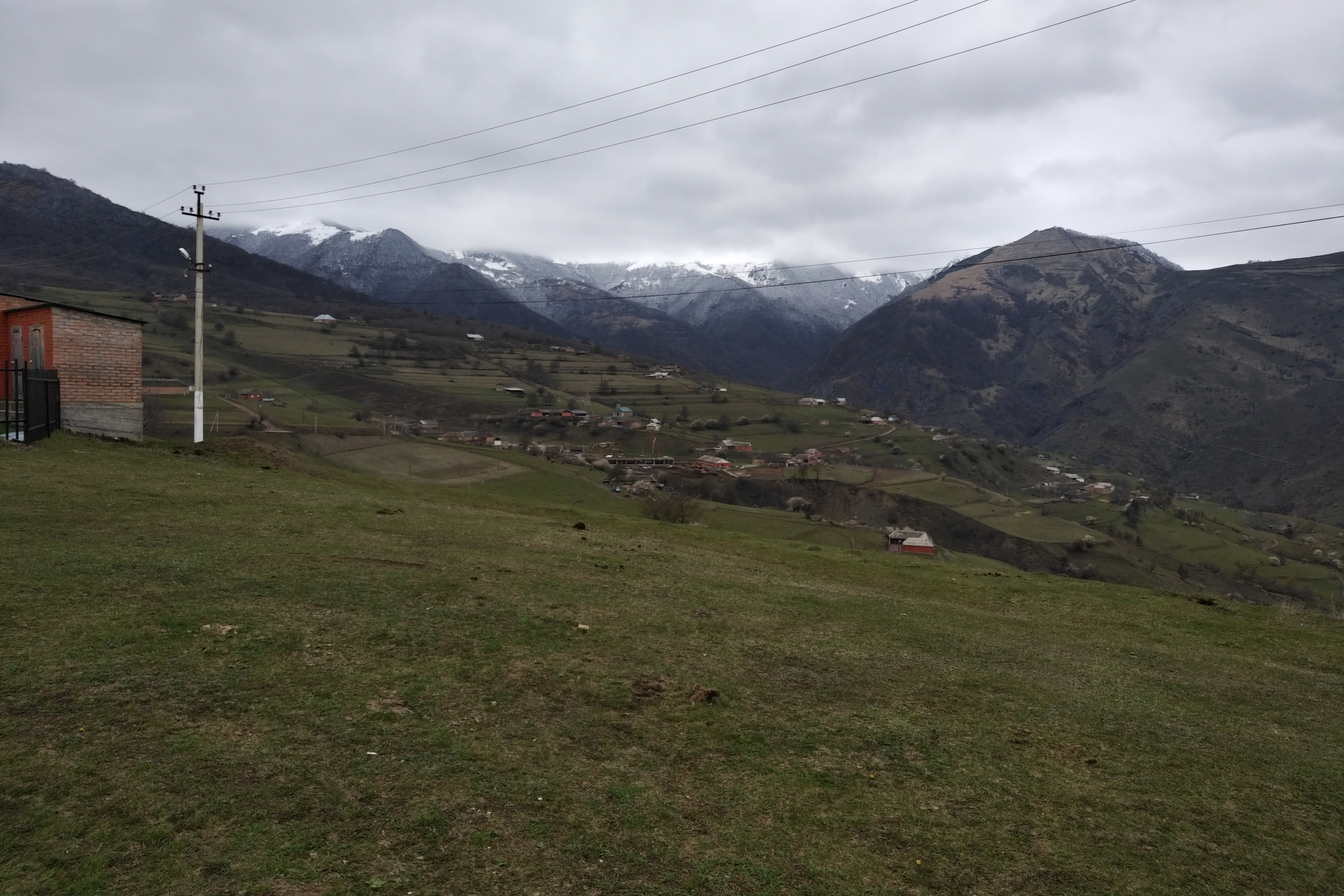
Vista del poble.

Gukhoi (en rus: Гухой) és un poble de la república de Txetxènia, a Rússia, segons el cens del 2010 tenia 685 habitants.